# 13367 Іржі
13367 Іржі (13367 Jiří) — астероїд головного поясу, відкритий 18 жовтня 1998 року.
Тіссеранів параметр щодо Юпітера — 3,129.